# Petersburski Państwowy Instytut Górniczy
Petersburski Państwowy Instytut Górniczy (ros. Санкт-Петербургский государственный горный университет) – pierwsza górnicza uczelnia techniczna w Rosji i jedna z pierwszych w Europie. W październiku 2009 roku stał się jednym z laureatów konkursu programów rozwoju uczelni ubiegających się o kategorię „narodowego uniwersytetu badawczego”.

## Historia
Powstał w Petersburgu w okresie, kiedy zakładano pierwsze wyższe uczelnie górnicze w Europie. Od początku działania był nie tylko szkołą dla przyszłych inżynierów górniczych, lecz także ośrodkiem badań naukowych z zakresu górnictwa i geologii. W 1773 r. utworzono przy nim muzeum, które z biegiem czasu zgromadziło bogate zbiory geologiczne, w 1817 r. założono Towarzystwo Mineralogiczne, od 1825 r. zaczęto wydawać „Gornyj Żurnał”. Instytut miał początkowo nazwę Szkoły Górniczej (Gornoje Ucziliszcze), następnie od 1804 do 1833 r. Górniczego Korpusu Kadeckiego, w latach 1833–1834 – Instytutu Górniczego, od 1834 do 1866 r. – Instytutu Korpusu Inżynierów Górniczych. Od 1866 r. nazywa się ponownie Instytutem Górniczym, a w 1956 r. nadano mu nazwę Leningradzkiego Instytutu Górniczego imienia Plechanowa, który studiował tam w latach 1874–1876. W 2012 roku uzyskał nazwę Narodowy Mineralno-Surowcowy Uniwersytet „Górniczy”.
Na dziewięciu wydziałach kształci ponad szesnaście tysięcy studentów w 97 specjalnościach. Uniwersytet oferuje wszystkie cykle akademickie, studia licencjackie, magisterskie i profilowane specjalistyczne dla przyszłych pracowników firm zajmujących się poszukiwaniem, wydobywaniem i przetwarzaniem surowców, ropy naftowej, gazu, diamentów i rud metali. Kształci inżynierów dla inżynierii lądowej, budownictwa przemysłowego, inżynierii górniczej, energetyki, dystrybucji gazu, bezpieczeństwa przemysłowego oraz geo-ekologii.
Muzeum Górnictwa jest dziś jednym z najlepszych muzeów nauk przyrodniczych na świecie. Zbiory z 80 krajów są wystawione w 22 salach o łącznej powierzchni około 2500 metrów kwadratowych. Biblioteka uniwersytecka gromadzi ponad milion książek, czasopism i gazet oraz rzadkich inkunabułów z XV-XIX wieku. Odrestaurowanа uniwersytecka cerkiew św. Makarego Egipskiego jest główną świątynią rosyjskich górników.
W roku 1988 Władimir Putin obronił na tej uczelni pracę doktorską z ekonomii.
Uniwersytet współpracuje z Politechniką Śląską w Gliwicach.

## Absolwenci
W nawiasach daty studiów na uczelni
- Wincenty Choroszewski (1861–1866) – polski inżynier górniczy, pod koniec XIX w. kierujący górnictwem i hutnictwem na terenie Królestwa Polskiego.
- Witold Zglenicki (1870–1875) – geolog, hutnik, nafciarz, filantrop, ojciec nafty bakijskiej, polski Nobel, uczeń Dmitrija Mendelejewa.
- Maurycy Mitte (1872-1874) – polski inżynier górniczy, pierwszy dyrektor Szkoły Mechaniczno-Technicznej im. H. Wawelberga i S. Rotwanda w Warszawie
- Stanisław Kontkiewicz (1873–1876) – polski inżynier górniczy i geolog.
- Aleksander Michalski (zm. 1878) – wybitny polski geolog.
- Jewgraf Fiodorow (ur. 1879) – rosyjski krystalograf, geolog i matematyk.
- Karol Bohdanowicz (1881–1886) – polski geolog, specjalista w dziedzinie geologii złożowej i górnictwa, geograf.
- Stanisław Doktorowicz-Hrebnicki (1888–1974) – polski geolog oraz inżynier górniczy, specjalista geologii złóż węgli oraz stratygrafii karbonu.
- Henryk Czeczott – polski inżynier, profesor Akademii Górniczej w Krakowie.
- Hipolit Gliwic (1901–1905) – ekonomista, inżynier górnik i działacz gospodarczy, mason, senator w II RP.
- Stanisław Doborzyński (–1889) – polski inżynier-technolog górnictwa.
- Stefan Czarnocki (1898–1906) – polski geolog oraz inżynier górniczy, specjalista geologii złóż węgli kamiennych i ropy naftowej.
- Henryk Korwin-Krukowski – polski profesor metalurgii, rektor AGH
- Bronisław Grąbczewski – polski topograf, etnograf, podróżnik i odkrywca w służbie rosyjskiej, generał lejtnant armii Imperium Rosyjskiego, badacz Azji Środkowej.